# 誘惑遊女〜ソラとシド〜
『誘惑遊女〜ソラとシド〜』（ゆうわくゆうじょ ソラとシド）は、竹洞哲也監督の日本映画。『誘惑遊女の貝遊び』のタイトルで2015年1月16日に成人映画館で公開。R15+版作品として再編集し、2015年8月30日より『誘惑遊女〜ソラとシド〜』のタイトルで公開された。

## 概要
ピンク映画専門の老舗・大蔵映画が、R18作品をR15作品に再編集し、一般劇場向け作品として送り出すプロジェクト「OP PICTURES＋」の第1弾作品として『犯る男』とともに選ばれたヒューマンドラマ作品（配給は子会社のオーピー映画）。監督はピンク映画を中心に40本以上の作品でメガホンをとる竹洞哲也で、竹洞にとって初の一般公開作となる。脚本は竹洞と多くの作品でコンビを組む小松公典が担当し、消えゆく「ちょんの間」を舞台に、人生の岐路に立たされた男女の交錯を描く。また、初の一般公開作品ということもあり、ここまでの作品のオマージュと取れる描写も散りばめられている。
2015年は奇遇にも神代辰巳監督作品『恋人たちは濡れた』、『四畳半襖の裏張り』の2作が、映倫再審査で「R15+」指定に改められ、日活は「ロマンポルノリブート」プロジェクトを開始と成人映画市場が一般公開を視野に入れ始めた年となった。
また本作はオーピー映画で初めてフルデジタル撮影された映画である。フィルムとデジタルの違いを実証実験することも兼ね奥浜名湖周辺でロケが行われ、奥浜名湖展望台からの風景など、この時期のピンク映画では珍しく風景描写が大きく用いられている。キャッチフレーズは「変わる町並み、変わらない心」。

## ストーリー
湖のある田舎町でひっそり営む一軒家“どれみ”。表向きには従業員の住居を兼ねる民宿であるが、そこは昭和の面影を残す風俗店でもある。そこで働く空（そら）と志渡（しど）は毎日楽しく働いていた。しかし宿は風俗浄化行政、さらには再開発計画により立ち退きの危機を迎えていた。自分の帰る場所を失いかけた時、空は親代わりでもある要に対する自分の気持ちに気づき戸惑いを覚える。

## 登場人物
宅間空（たくま そら）
演 ‐ かすみ果穂
ちょんの間“どれみ”で働く遊女。事故で家族を失っており、従業員ともども家族のような関係。
椎名志渡（しいな しど）
演 ‐ RiKA
ちょんの間“どれみ”で働く遊女。空の姉のような存在。密かに不破に思いを寄せている。
轟麗（とどろき れい）
演 ‐ 倖田李梨
“どれみ”で働く古参の遊女。酒乱であり、飲むと噛みつき魔に変貌するため、アルコール禁止令が出されている。
土岐要（とき かなめ）
演 ‐ ダーリン石川
“どれみ”の経営者。行い頃から“どれみ”で暮らし、小学一年生の時に母が他界しているため遊女たちも母や妹のような存在。
不破尊志（ふわ たかし）
演 ‐ 津田篤
要の後輩で役所勤めの男。町の浄化委員に選ばれ、不適切かつ不健全な営業店舗に営業停止勧告を行う。要が勤務していることもあり「どれみ」には思い入れもあるが上司との板挟みの状態。
土岐三波（とき みなみ）
演 ‐ 小林節彦
入院中の要の父。“どれみ”の先代経営者。病院嫌いであり、ふいに抜け出して戻って来る。町の浄化政策は時代の流れとゆくゆくは畳むことを不破や要に伝えている。
音野楽一（おとの らくいち）
演 ‐ 服部流三郎
空がヒッチハイクで遭遇した男。空を襲った慰謝料代わりとして“どれみ”で期間限定の従業員をすることになる。

## スタッフ
- スチール：阿部真也
- 音楽：與語一平
- テクニカルプロデューサー：泉知良
- 助監督：小山悟
- 整音、音響効果：高島良太
- 録音：日高成幸
- 編集：有馬潜
- 照明：ホンゴウタケシ
- 撮影：ザオパン・ツェン
- カラリスト：中沢雅人
- 仕上げ：東映ラボ・テック
- 脚本：小松公典
- 監督：竹洞哲也
- 製作：Blue Forest Film
- 配給：オーピー映画